# شبگرد پرچم‌دار
شبگرد پرچم‌دار (نام علمی: Macrodipteryx vexillarius) نام یک گونه از تیره شبگردان است.